# Hotspurs
Hotspurs (auch Hot Spurs) ist ein Fußballverein aus Windhoek in Namibia.  
Die erste Mannschaft spielte in der Saison 2009/10 in der Namibia Premier League, stieg jedoch in die Namibia First Division ab. Nach einer Spielzeit gelang der Wiederaufstieg in die Premier League zur Saison 2011/12, in dem die Mannschaft Tabellenletzter wurde und erneut abstieg. Zwei Jahre später stieg man erneut ab, diesmal in die Namibia Second Division.